# جيم غراي
كان جيمس نيكولاس غراي (بالإنجليزية: Jim Gray) (1944 – أُعلن عن وفاته غيابيًا عام 2012) عالم حاسوب أمريكي تلقى جائزة تورنغ عام 1998 «لإسهاماته الفريدة في قواعد البيانات وأبحاث معالجة المعاملات والقيادة التقنية في تنفيذ الأنظمة».

## بداياته وحياته الشخصية
ولد غراي في سان فرانسيسكو، وهو الابن الثاني لآن إيما سانبريلو، معلمة، وجيمس إيبل غراي، الذي كان في الجيش الأمريكي؛ انتقلت العائلة إلى روما، إيطاليا، حيث أمضى غراي معظم سنوات حياته الثلاث الأولى؛ تعلم اللغة الإيطالية قبل الإنجليزية. انتقلت بعدها العائلة إلى فرجينيا، وأمضت هناك أربع سنوات، حتى انفصال أهل غراي، إذ عاد بعدها إلى سان فرانسيسكو مع والدته. سجل والده -كمخترع هاوٍ- براءة اختراع في تصميم حزام خرطوشة للآلات الكاتبة، وأكسبته عوائد كبيرة.
بعد أن رُفض من قِبل أكاديمية القوى الجوية، التحق بجامعة كاليفورنيا في بركلي مستجدًا عام 1961. للمساعدة في دفع رسوم الكلية عمل تحت نظام التعليم التعاوني في جنرال داينمكس، حيث تعلم استخدام حاسبة مونروي. لم تشجعه علاماته في الكيمياء، وترك على إثرها بيركلي ستة أشهر، وعاد بعد تجربة في الصناعة وصفها لاحقًا «بمروعة». حاز غراي على شهادة بكالوريوس العلوم في الرياضيات الهندسية (رياضيات وإحصائيات) عام 1966.
بعد الزواج، انتقل غراي مع زوجته لوريتا إلى نيو جرسي، موطن زوجته؛ حصلت على عمل (مدرسة)، وعمل هو في مختبرات بِل على محاكاة رقمية كان من المقرر أن تكون جزءًا من مولتكس (خدمات الحوسبة وتضميم المعلومات). عمل في مختبرات بِل ثلاثة أيام في الأسبوع وأمضى يومين طالب ماجستير في معهد كورانت التابع لجامعة نيويورك. بعد سنة، سافر هو وزوجته عدة أشهر قبل الاستقرار مرة أخرى في بيركلي، حيث دخل غراي كلية الدراسات العليا تحت إرشاد مايكل إيه. هاريسون. في عام 1969 حصل على شهادة الدكتوراه خاصته في اللغويات البرمجية، عمل بعدها مدة سنتين باحث ما بعد الدكتوراه لشركة آي بي إم.
حين كانا في بيركلي، أنجب غراي ولوريتا طفلة؛ انفصلا لاحقًا. كانت زوجته الثانية دونا كارنس.

## بحثه
مارس غراي مهنته في البداية بالعمل باحثًا ومصمم برمجيات في عدة شركات صناعية، من بينها آي بي إم، تاندم كومبيوترز ودي إي سي (شركة ديجيتال إكوبمنت أو شركة المعدات الرقمية). انضم إلى مايكروسوفت عام 1995 وكان زميلًا تقنيًا في الشركة حتى فُقد في البحر عام 2007.
ساهم غراي في العديد من أنظمة معالجة المعاملات وقواعد البيانات. كان نظام آر التابع لشركة آي بي إم سلفًا لقاعدة بيانات سي كيو إل الترابطية التي أصبحت سمة معيارية عبر العالم. عمل لمايكروسوفت على تيراسيرفر – يو إس إيه وسكايسيرفر (ماسح السماء).
من إنجازاته الأكثر شهرة:
- أسيد (إيه سي آي دي)، اختصار يصف المتطلبات اللازمة لعمليات نقل موثوقة وطريقة تنفيذها البرمجي.
- غلق قواعد البيانات الطبقي.[12]
- دلالات تضمين المعاملات المزدوجة (أو بمستويين).
- قاعدة الخمس دقائق لتخصيص الذاكرة
- مُشغّل مكعب أولاب (أو إل إيه بّي) من أجل إيداع البيانات.

ساعد في تطوير الأرض الافتراضية. كان أيضًا أحد مؤسسي المؤتمر المتعلق بأبحاث أنظمة البيانات المبتكرة.

## اختفاؤه

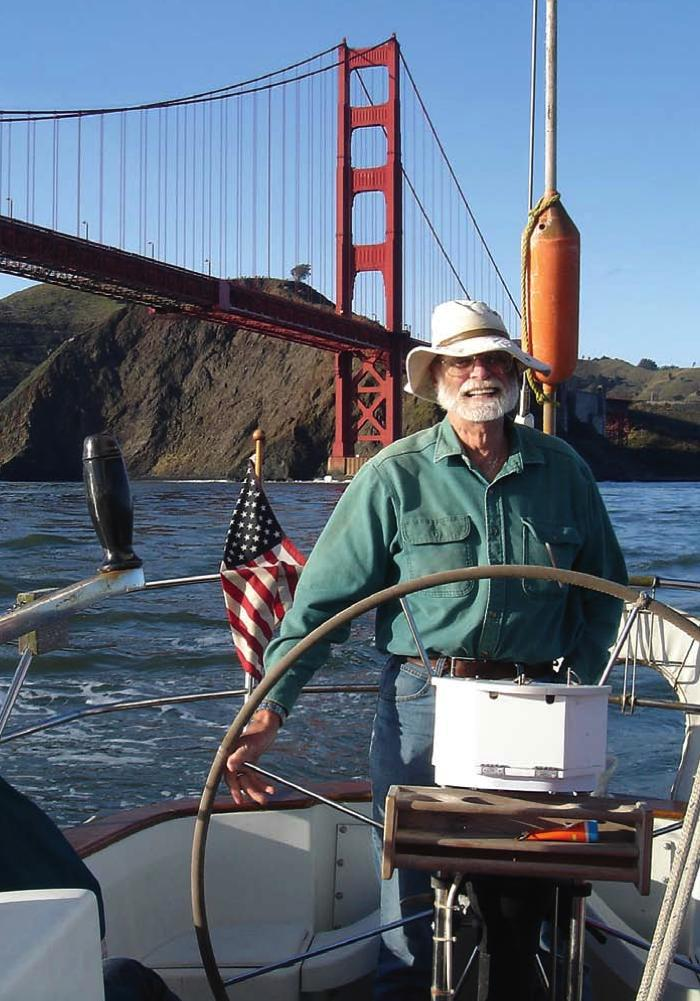
جيمس ن. جراي في مجلة Tenacious، يناير 2006

امتلك غراي -وهو بحار خبير- مركبًا شراعيَا بطول 40 قدم. في يوم 28 يناير عام 2007، لم يستطع العودة من رحلة قصيرة فردية كان ذاهبًا فيها إلى جزر فارالون قرب سان فرانسيسكو لينثر رماد والدته. كان الطقس صافيًا، ولم يجرِ تلقي أي نداء استغاثة، ولم يجر رصد أي إشارة من منارة القارب اللاسلكية لتحديد المواقع في حالات الطوارئ بشكل أوتوماتيكي.
لم يتمكن بحث خفر السواحل الذي استمر أربعة أيام باستخدام الطائرات والحوامات والقوارب أن يجد شيئًا. في يوم 1 فبراير عام 2007، أجرى قمر ديجيتال غلوب الصناعي مسحًا للمنطقة ونُشرت آلاف الصور على موقع أمازون ميكانيكال ترك. شكّل طلاب وزملاء وأصدقاء غراي وعلماء كومبيوتر حول العالم «مجموعة جيم غراي» لدراسة هذه الصور من أجل الحصول على الأدلة. في يوم 16 فبراير عُلّق هذا البحث، وانتهى بحثٌ آخر تحت الماء، استخدام معدات متطورة، في 31 مايو.
أقامت جامعة كاليفورنيا في بيركلي وعائلة غراي حفل تأبين في 31 مايو عام 2008. يُعتبر برنامج وورد وايد تيليسكوب التابع لشركة مايكروسوفت مكرسًا لغراي. في عام 2008، فتحت مايكروسوفت مركز بحث في ماديسون ويسكونسن، وسُمي على اسم جيم غراي. في يوم 28  يناير عام 2018، أُعلن غراي متوفيًا بموجب القانون.  